# Endoskopická rizotomie
Endoskopická rizotomie (také endoskopická denervace facetových kloubů) je výkon, při kterém je za pomoci endoskopu ošetřen facetový (obratle spojující) kloub jako zdroj chronické bolesti dolní části páteře. Příčinou této bolesti je podráždění mediálního raménka zadní větve nervového kořene, jímž je facetový kloub inervován. Typickým projevem je skvrnitá projekce bolesti v oblasti zad a končetin.
Facetové klouby jsou pravé klouby na zadní straně páteře, inervované malými raménky míšních nervů – mediálními raménky. Každý kloub je inervován nad a pod úrovní kloubu. Funkcí těchto nervů je předávání informací z kloubů do mozku. 

## Testování
K potvrzení resp. vyloučení diagnózy facetového syndromu je potřebná dle doporučených postupů SIS (Spine Intervention Society) série dvou pozitivních testovacích blokád mediálního raménka lokálním anestetikem. 

## Konvenční technika
Při pozitivním testování facetového kloubu jako zdroje bolesti je pacient indikován k výkonu radiofrekvenční denervace příslušné nervové větve. Běžný radiofrekvenční postup (používán od roku 1970) se vykonává za pomoci jehel a pod RTG navigací. Speciální elektrodou, která je umístěna v těsné blízkosti nervu, je nerv tepelně skoagulován. Nevýhodou radiofrekvenčního postupu je, že nemá přímou vizuální kontrolu.

## Endoskopická technika
Inovativní řešení představuje endoskopická technika, při níž je pod RTG kontrolou mobilního C-ramene umístěn do oblasti mediálního raménka endoskop. Endoskopická technika umožňuje přímou vizualizaci nervové struktury a přerušení nervů. Výkon se opakuje na každém bolestivém kloubu, nejčastěji v oblasti L4/5 nebo L3/4 na jedné straně. 

## Výhody endoskopické procedury
Endoskopická technika představuje vyšší efektivitu léčby a řadu výhod pro pacienta. Výkon se provádí v režimu jednodenní chirurgie, většinou je potřebný pouze jeden kožní řez, rekonvalescence a návrat do aktivního života je rychlejší. Určitou nevýhodu představuje finanční náročnost techniky. Výkon vyžaduje zkušeného operátora s rutinní znalostí endoskopických výkonů na páteři.

## Způsob provedení endoskopického výkonu
Pacient leží při výkonu na břiše v lokální sedaci, případně celkové anestezii. Bolestivé klouby se vyznačí na kůži. K výkonu je zpravidla potřeba pouze jednoho řezu o velikosti cca 1 cm. Do těla je následně přes pracovní kanál zaveden vodicí drát, sada dilatátorů a endoskop k identifikaci mediálních ramének. Pod endoskopickou kontrolou je odpreparována tkáň grasperem a mediální raménko je skoagulováno pomocí radiofrekvenční sondy. Po vyjmutí nástrojů je vstupní port uzavřen jedním až dvěma kožními stehy. 